# Sabotaje del Nord Stream
El sabotaje del Nord Stream consistió en unas explosiones submarinas que rompieron los gasoductos de gas natural Nord Stream 1 y Nord Stream 2 el 26 de septiembre de 2022 y provocaron una gran fuga de gas. Ambos gasoductos se habían construido para transportar gas natural desde Rusia a Alemania a través del Mar Báltico, y son propiedad de la compañía de gas estatal rusa Gazprom (51%) y de varias compañías de Europa occidental. Se cree que las explosiones fueron causadas por un sabotaje intencionado con explosivos; sin embargo, las identidades de los perpetradores y sus motivos siguen siendo objeto de debate.
En el momento del atentado, los gasoductos estaban llenos de gas pero su flujo estaba detenido. El Nord Stream 1 estaba parado por falta de uno de sus turbocompresores mientras que el Nord Stream 2 no había llegado a ser puesto en servicio debido a la oposición estadounidense. El 26 de septiembre a las 02:03 hora local (CEST), se detectó una explosión con origen en Nord Stream 2, se informó de una caída de presión en la tubería y comenzó a escaparse gas natural a la superficie al sureste de la isla danesa de Bornholm. Diecisiete horas después, ocurrió lo mismo con Nord Stream 1, lo que resultó en tres fugas separadas al noreste de Bornholm. Las tres tuberías afectadas quedaron inoperables. Las fugas ocurrieron un día después de que Polonia y Noruega abrieran el Baltic Pipe alternativo que atraviesa Dinamarca, trayendo gas del Mar del Norte en lugar de Rusia como lo hacen los gasoductos Nord Stream. Las fugas están ubicadas en aguas internacionales (que no forman parte del mar territorial de ninguna nación), y dentro de las zonas económicas de Dinamarca y Suecia.
El 1 de marzo de 2024, Suecia y Dinamarca cerraron las investigaciones que estaban llevando a cabo sin señalar culpables del sabotaje. La investigación en Alemania continúa su curso. En agosto de 2024, varios medios de comunicación informaron que en junio las autoridades alemanas emitieron una orden de arresto europea contra un ciudadano ucraniano sospechoso de haber utilizado el yate Andromeda junto con otras dos personas para sabotear el gasoducto Nord Stream.

## Cronología
El Servicio Geológico de Dinamarca anunció que un sismógrafo en Bornholm mostró dos picos el 26 de septiembre: el primero a las 02:03 hora local (CEST) el cual tuvo una magnitud de 2,3 y el segundo a las 19:03 que tuvo una magnitud de 2,1. Datos similares fueron proporcionados por un sismógrafo en Stevns y por varios sismógrafos en Alemania, Suecia (tan lejos como la estación en Kalix), Finlandia y Noruega. Los datos mostraron que los temblores habían ocurrido cerca de los lugares donde más tarde se descubrieron las fugas. Aproximadamente al mismo tiempo, se registraron pérdidas de presión en las tuberías en Alemania.
Después del informe inicial de Alemania sobre la pérdida de presión en Nord Stream 2, una unidad de respuesta interceptora danesa F-16 descubrió una fuga de gas en la tubería al sureste de Dueodde, Bornholm. Nord Stream 2 consta de dos líneas paralelas y la fuga ocurrió en la línea A dentro de la zona económica danesa. Citando el peligro para la navegación, la Autoridad Marítima Danesa cerró el mar para todos los barcos en 5 millas náuticas (9,3 km) zona alrededor del sitio de la fuga, y aconsejó a los aviones que se mantuvieran al menos a 1,000 m (3300 pies) por encima de él. La tubería, que no estaba operativa, estaba llena y contenía 300 millones de metros cúbicos de gas en preparación para próximas entregas.
En 2019 se realizó una evaluación de impacto ambiental de NS2. A fecha de 1 de enero de 2012, solo se habían producido fugas por corrosión en dos grandes oleoductos en todo el mundo. Las fugas debidas a actos y percances de tipo militar se consideraron "muy improbables". La fuga más grande en el análisis se definió como una "rotura total (más de 80 milímetros)", por ejemplo, de un barco que se hunde golpeando la tubería. Una fuga tan grande e improbable a 54 metros de profundidad podría resultar en una columna de gas de hasta 15 metros de ancho en la superficie.

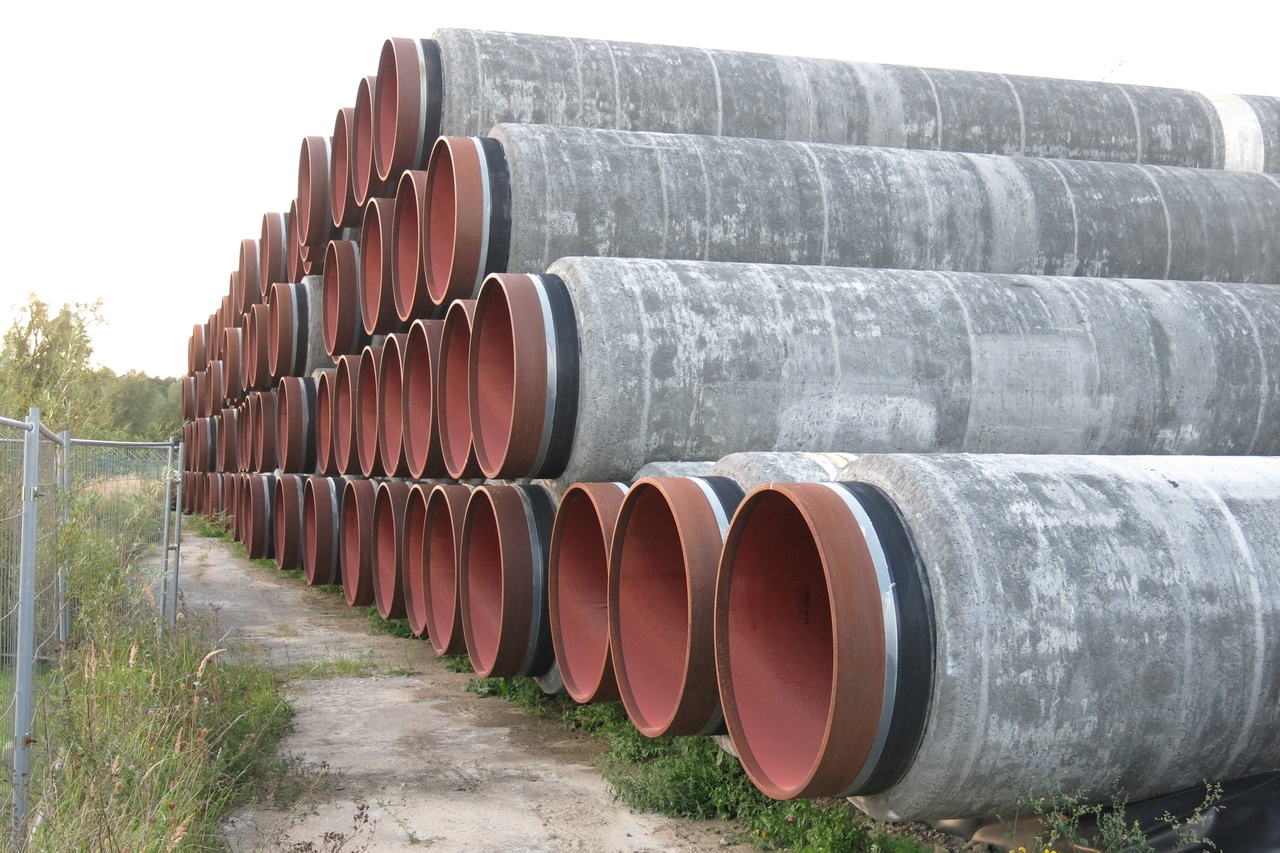
Pila de tubos que componen el oleoducto Nord Stream 2, fabricados en acero con un revestimiento de hormigón

Horas después de que la oficina alemana de Nord Strem AG informara una pérdida de presión en Nord Stream 1, las autoridades suecas descubrieron dos fugas de gas en la tubería. Ambas líneas paralelas de Nord Stream 1 se encuentran rotas y las fugas están separadas por unos 6 km de diferencia, uno en la zona económica sueca y el otro en la zona económica danesa. El 28 de septiembre, la Guardia Costera sueca aclaró que la fuga inicialmente informada en la zona económica sueca en realidad eran dos fugas ubicadas cerca una de la otra, lo que elevó a cuatro el número total de fugas en las tuberías del Nord Stream (dos en la zona económica sueca y dos en la danesa). La emisora de servicio público sueca SVT informó que las estaciones de medición tanto en Suecia como en Dinamarca registraron fuertes explosiones submarinas cerca de las tuberías de Nord Stream. 
Si bien ninguno de los gasoductos estaba en funcionamiento el día del atentado, tanto el Nord Stream 1 como el 2 estaban llenos de gas en el momento de las explosiones.
Las Fuerzas Armadas de Dinamarca publicaron un video de la fuga de gas en su sitio web que mostraba que, a partir del 27 de septiembre, la mayor de las fugas creó turbulencias en la superficie del agua de aproximadamente 1 km de diámetro. La fuga más pequeña hizo un círculo de unos 200 metros de diámetro.
El cable de alimentación SwePol (entre Suecia y Polonia) pasa entre dos de los sitios de fuga a una distancia de 500 metros y está siendo investigado por daños.

### Las distintas fugas
| Gasuducto     | Tubo    | Ubicación                             | Comentario                                                                                       |
| ------------- | ------- | ------------------------------------- | ------------------------------------------------------------------------------------------------ |
| Nord Stream 2 | línea A | zona económica exclusiva de Dinamarca | Descubierto por una unidad de respuesta interceptora danesa F-16 al sureste de Dueodde, Bornholm |
| Nord Stream 2 | línea A | zona económica exclusiva de Suecia    | Descubierto por las autoridades suecas.                                                          |
| Nord Stream 1 |         | zona económica exclusiva de Suecia    | Descubierto por las autoridades suecas.                                                          |
| Nord Stream 1 |         | zona económica exclusiva de Dinamarca | Descubierto por las autoridades suecas.                                                          |

### Causas
El 23 de marzo del 2021, el secretario de Estado de los Estados Unidos, Antony Blinken, amenazó a su homólogo alemán en la sede de la OTAN, en Bruselas, Heiko Maas, sobre eventuales sanciones a raíz del gasoducto Nord Stream 2, que uniría a Alemania y Rusia. «El presidente Joe Biden ha sido muy claro al decir que cree que el gasoducto es una mala idea. Es malo para Europa, y malo para Estados Unidos». Dicho gaseoducto también privaría de importantes ingresos económicos a Ucrania al no tener que cruzar su territorio.

### Reacciones inmediatas
En una conferencia de prensa de última hora el 27 de septiembre, la primera ministra danesa, Mette Frederiksen, dijo que las fugas fueron causadas por una acción deliberada, no por accidentes, y especificó que se habían registrado explosiones. Poco después, la primera ministra de Suecia, Magdalena Andersson, dijo que probablemente se trató de un sabotaje y también mencionó las detonaciones. El Servicio Geológico de Dinamarca dijo que los temblores que se habían detectado eran diferentes a los registrados durante los terremotos, pero similares a los registrados durante las explosiones.
Björn Lund, profesor asociado de sismología en la Red Sísmica Nacional Sueca (SNSN) dijo «no hay duda de que se trataba de explosiones». Funcionarios de la Unión Europea consideraron también el sabotaje como la opción más probable, al igual que el secretario general de la OTAN, Jens Stoltenberg, y el primer ministro de Polonia, Mateusz Morawiecki. Nord Stream AG, el operador de Nord Stream propiedad de Gazprom, dijo que los gaseoductos sufrieron daños «sin precedentes» en un día. El periódico alemán Der Tagesspiegel escribió que se investigaba si las fugas habían sido causadas por ataques desde submarinos o buzos.
La Armada danesa y la Guardia Costera sueca enviaron barcos para monitorear la descarga y mantener a otros barcos alejados del peligro al establecer una zona de exclusión de 5 millas náuticas (9,3 km) alrededor de cada fuga. Dos de los barcos son el danés Absalon y el sueco Amfitrite que están especialmente diseñados para operar en ambientes contaminados como nubes de gas.
La presidenta de la Comisión Europea, Ursula von der Leyen, escribió en Twitter que «cualquier interrupción deliberada de la infraestructura energética europea activa es inaceptable y conducirá a la respuesta más fuerte posible».
El Kremlin dijo que no descartaba el sabotaje como motivo del daño a los oleoductos de Nord Stream. Dmitri Peskov, el portavoz del Kremlin, dijo: «No podemos descartar ninguna posibilidad en este momento. Obviamente, hay algún tipo de destrucción de la tubería. Ante los resultados de la investigación, es imposible descartar alguna opción». El 29 de septiembre, el portavoz del Kremlin, Dmitri Peskov, desestimó las acusaciones de sabotaje ruso como «predecibles, estúpidas y absurdas». El mismo día, el presidente de Rusia, Vladímir Putin, calificó la emergencia en Nord Stream como «un acto de terrorismo internacional sin precedentes» y propuso utilizar el tubo superviviente del Nord Stream 2 para seguir suministrando gas a Europa.
Der Spiegel informó el 27 de septiembre que la Agencia Central de Inteligencia (CIA) de Estados Unidos había advertido al gobierno alemán de un posible sabotaje a los oleoductos «hace semanas».

## Investigación y teorías

### Investigaciones en curso
Al día siguiente de que ocurrieran las fugas, la policía sueca abrió una investigación del incidente, calificándolo de «sabotaje mayor». En Dinamarca se abrió una investigación similar, en estrecho contacto con Suecia y con otros países de la región del Báltico y la OTAN. Debido a que sucedió dentro de aguas internacionales (no forma parte del mar territorial de ninguna nación, aunque sí de las zonas económicas danesa y sueca), ni el primer ministro danés ni el primer ministro sueco lo consideraron un ataque a su nación. Los primeros ministros de Suecia y Dinamarca no han querido especular sobre quién fue el responsable de los incidentes.
El 18 de octubre de 2022, la policía danesa concluyó que los daños a los gasoductos fueron causado por "potentes explosiones". En noviembre, el gobierno sueco comunicó haber encontrado restos de explosivos que demostraban que los gasoductos habían sido volados intencionadamente.
En febrero de 2024, Suecia cerró su investigación afirmando que el sabotaje quedaba fuera de su jurisdicción y entregando a Alemania posibles pruebas. El 1 de marzo de 2024, Dinamarca cerró también su investigación concluyendo que las explosiones fueron un sabotaje deliberado pero que no tenía pruebas para acusar a nadie.
Una investigación criminal está todavía en marcha en Alemania.

### Autoría rusa
El asesor presidencial ucraniano, Myjailo Podolyak, dijo el día siguiente de detectarse las fugas que se trataba de «un ataque terrorista planeado por Rusia y un acto de agresión hacia la UE».
Según medios estadounidenses, se detectaron barcos de apoyo de la Armada rusa cerca del lugar de las fugas el 26 y 27 de septiembre. Una semana antes, también se habían observado submarinos rusos en las cercanías. Un investigador del Royal Danish Defense College afirmó que Rusia sería la que más se beneficiaría de eventuales perturbaciones en el mercado europeo del gas.
El 27 de septiembre el Washington Post estadounidense afirmó que "líderes europeos" culpaban a Rusia del sabotaje, sin aportar pruebas. Dos días después, el Center for Strategic and International Studies estadounidense declaró a Rusia la "principal sospechosa".El mismo día Teresa Ribera, ministra española de Energía, acusó a Rusia de haber sido "muy probablemente" la autora del atentado.Gran parte de la prensa occidental siguió la misma línea: Forbes, New York Times,La Razón, El Debate.El medio de comunicación EUvsDisinfo, del servicio diplomático de la UE, acusó a Rusia el 5 de octubre de 2022 de estar difundiendo desinformación en redes para confundir sobre la autoría del atentado.
Andréi Kortunov del Consejo Ruso de Asuntos Internacionales (un grupo de expertos con sede en Moscú) dijo que no tenía sentido que Rusia fuera responsable, ya que son los dueños de los gasoductos. Kortunov argumentó que, si Rusia hubiese querido ejercer presión sobre los suministros de gas europeos, podría simplemente haber detenido la entrega sin dañar la infraestructura.
Para febrero de 2023, las agencias de inteligencia de los Estados miembro de la OTAN descartaban que Rusia hubiese perpetrado el sabotaje.

### Autoría británica
En octubre de 2022, el ministerio de defensa de Rusia acusó a la marina británica de haber perpetrado el atentado pero no mostró pruebas de esta afirmación.
Posteriormente, también sin pruebas definitivas, un investigador finés anónimo atribuyó el ataque al equipo de submarinistas de élite DTXG de la Marina Real británica, que habrían operado desde el submarino HSM Ambush. Dicho submarino retornó a su base en Gare Loch el 12 de octubre y fue recibido por un secretario de estado del Ministerio de Defensa británico.

### Autoría estadounidense
Según el Asia Times Estados Unidos se beneficiarían potencialmente de destruir los gasoductos, así como los Estados bálticos, Finlandia y Ucrania.
En una publicación ampliamente compartida en Twitter, el eurodiputado polaco y exministro de Asuntos Exteriores y Defensa, Radek Sikorski, comentó: «Gracias Estados Unidos» en una publicación del presidente Joe Biden. La publicación de Sikorski fue criticada por el portavoz del gobierno polaco, Piotr Müller, quien dijo que era perjudicial y servía a la propaganda rusa. Más tarde Sikorski explicó que acogía con satisfacción el fracaso del gasoducto contra el que «todos los gobiernos polacos han protestado» y presentaba «hipótesis de trabajo sobre quién tenía motivos y medios para tal ataque» solo en su propio nombre.
El 7 de febrero de 2022, poco más de dos semanas antes de que Rusia invadiera Ucrania, el presidente estadounidense Joe Biden dijo en una conferencia de prensa en la Casa Blanca que sostuvo con el canciller alemán Olaf Scholz que si Rusia invadiera Ucrania, entonces Estados Unidos detendría el Nord Stream. «Si Putin invade Ucrania, no habrá Nord Stream 2. Lo prometo».
En enero de 2023, el ministro de Asuntos Exteriores de Rusia, Serguéi Lavrov, acusó directamente a Estados Unidos de estar detrás de las explosiones que inutilizaron el Nord Stream.
El 8 de febrero de 2023, el periodista y ganador del Pulitzer, Seymour Hersh, acusó a Estados Unidos de ser responsable del sabotaje al Nord Stream, por medio de buzos de la Marina estadounidense que habrían colocado explosivos durante las maniobras «Baltops 22» de la OTAN y que, el 26 de septiembre de 2022, un avión de la Marina noruega lanzó una boya hidroacústica que fue la que en última instancia detonó los explosivos. Según declaró al diario alemán Berliner Zeitung originalmente Biden planeaba volar los gasoductos en junio de 2022, pero, «en el último minuto, la Casa Blanca se puso nerviosa». Por lo que «cambió de opinión y emitió nuevas órdenes, dando la capacidad de detonar las bombas de forma remota en cualquier momento». Por esa razón solo detonaron seis de las ocho bombas que los buzos estadounidenses había colocado cerca de la isla de Bornholm en el mar Báltico. Según Hersh, las razones de Estados Unidos para atacar esta infraestructura tan importante para Alemania, era que tenía miedo que Berlín levantara las sanciones contra el gas ruso debido a un «gélido invierno».
La investigación de Hersh está basada en una única fuente anónima, a quien el autor describió como «conocedor directo de la planificación operativa». La Casa Blanca descalificó esta teoría como «completamente falsa y completa ficción». El Ministerio de Relaciones Exteriores de Noruega dijo que estas acusaciones son «tonterías». El viceministro de Relaciones Exteriores de Rusia, Serguéi Riabkov, dijo al medio estatal ruso RIA Novosti que «nuestra suposición era que Estados Unidos y varios aliados de la OTAN estaban involucrados en este crimen repugnante». También amenazó con «consecuencias» para Estados Unidos aunque no especificó cuáles.
Después de conocerse la investigación de Hersh, la misión permanente de Rusia ante las Naciones Unidas preparó un borrador de resolución en el Consejo de Seguridad, solicitando que se formalizase una comisión internacional independiente para investigar el sabotaje. Durante dicha sesión del Consejo de Seguridad, el economista Jeffrey Sachs, compareció y declaró que «una acción de este tipo solo puede haber sido llevada a cabo por un agente estatal». Enumeró a los distintos países que a su juicio podrían haber cometido el sabotaje: Estados Unidos, Reino Unido, Polonia, Noruega, Alemania, Dinamarca y Suecia «ya sea de forma individual o coordinada». Además declaró que las investigaciones llevadas a cabo por los distintos organismos de inteligencia de los distintos Estados occidentales, habían confirmado que «Rusia no aparece implicada».

### Autoría ucraniana
El 7 de marzo de 2023 el New York Times informó que, según inteligencia recogida por el gobierno de Estados Unidos, la voladura de los gasoductos Nord Stream fue obra de «grupos pro-ucranianos», aunque no tenían pruebas de que el atentado hubiese sido ordenado por Zelenski.
En junio de 2023 se supo que los servicios secretos neerlandeses alertaron en junio de 2022 de que Ucrania planeaba atacar los gasoductos Nord Stream con ayuda de Polonia. El comandante en jefe de las Fuerzas Armadas de Ucrania, el general Valerii Zaluzhnyi, habría encargado el sabotaje a los gasoductos a un equipo de 6 buzos. Más precisamente, la información habría sido obtenida de un informante en Kiev por parte de la agencia neerlandesa de inteligencia MIVD, que se la comunicó al BND alemán y a la CIA estadounidense.
En agosto de 2023, el periódico alemán Der Spiegel publicó una investigación sobre el atentado que concluyó que todas las pruebas indican que fue obra de un comando ucraniano pero que esta conclusión incomoda al gobierno alemán.Tres meses después, el mismo periódico acusó, conjuntamente con el Washington Post, al coronel Román Chervinski, de las fuerzas especiales ucranianas, de haber coordinado el atentado por órdenes del alto mando ucraniano incluyendo Valerii Zaluzhnyi pero a espaldas del presidente Zelenski. Chervinski está arrestado desde abril de 2023 en lo que considera una represalia por sus críticas públicas a Zelenski.
En junio de 2024, las autoridades de Alemania emitieron una orden de detención internacional contra un ciudadano ucraniano, instructor de buceo, sospechoso de formar parte de un grupo que habría llevado a cabo las explosiones que dañaron el gasoducto. Las autoridades de Polonia, donde vivía el sospechoso, ignoraron la orden y el sospechoso se trasladó a Ucrania en julio. Estos hechos salieron a la luz pública el 14 de agosto. Ese mismo día, el periódico estadounidense The Wall Street Journal afirmó que el atentado habría sido decidido en mayo de 2022 por «un puñado de empresarios y militares ucranianos de alta graduación» en una fiesta y que el presidente ucraniano Volodímir Zelenski estaba al corriente, pero la CIA le pidió que abortase la misión, Zelenski aceptó pero el general Zaluzhnyi siguió adelante con ella por su cuenta y riesgo.  El portavoz adjunto del Gobierno alemán, Wolfgang Büchner, reaccionó a la noticia de la orden de arresto, afirmando que las investigaciones se llevan a cabo de conformidad con la ley y que tienen «máxima prioridad». El portavoz añadió que la orden de arresto no cambiará «el hecho de que Rusia está librando una guerra de agresión ilegal contra Ucrania» y que el «apoyo de Alemania a Ucrania se mantendrá firme».
Der Spiegel informó que siete días después de que el Fiscal General Federal enviara su orden de arresto a Polonia, el sospechoso llegó a Ucrania en un vehículo con matrícula diplomática, utilizado por la embajada de Ucrania en Varsovia.Según Bild, los «círculos de seguridad» alemanes suponen que el sospechoso fue advertido por las autoridades polacas de su inminente arresto.

## Consecuencias
El 27 de septiembre de 2022, los precios del gas en Europa subieron un 12% después de que se difundiera la noticia de los gasoductos dañados, a pesar de que Nord Stream 1 no había entregado gas desde agosto y Nord Stream 2 nunca había entrado en servicio.
El ministro de energía danés dijo que era probable que las fugas de gas continuasen durante al menos una semana, y entre una y dos semanas según las autoridades suecas. Nord Stream AG, el operador de Nord Stream, dijo el 27 de septiembre que era imposible estimar cuándo se repararía la infraestructura. Las autoridades alemanas afirmaron que era poco probable que las tres líneas dañadas (ambas líneas en Nord Stream 1 y la línea A en Nord Stream 2) volviesen a estar operativas algún día debido a la corrosión causada por la entrada de agua de mar. The Washington Post afirmó que era probable que el atentado hubiera puesto fin de forma permanente a ambos gasoductos.
En la zona, las fugas solo afectarían al medio ambiente en los lugares donde se ubican las columnas de gas en la columna de agua. Es probable que un efecto medioambiental mayor sea el calentamiento global causado por la gran emisión de metano, un gas de efecto invernadero. Solo el 0,25 % de la capacidad anual de los gasoductos equivale a la liberación total de metano de todas las demás fuentes en Suecia en un año completo. Un funcionario danés dijo que las fugas de gas podrían emitir un equivalente en CO2 a 14.6 millones de toneladas, similar a un tercio de las emisiones anuales totales de gases de efecto invernadero de Dinamarca. Una estación meteorológica en Noruega registró un aumento sin precedentes de 400 partes por billón (ppb) en el metano atmosférico desde un nivel base de 1800 ppb.
Tras el atentado, las autoridades noruegas incrementaron la seguridad en torno a su infraestructura de gas y petróleo.